# Enrique Vera
Pour les articles homonymes, voir Vera.
Enrique Vera, né le 10 mars 1979 à Asuncion, est un ancien footballeur international paraguayen évoluant au poste de milieu de terrain devenu entraîneur.

## Biographie
Enrique Vera commence sa carrière au Club Resistencia en 1999. L'année suivante il rejoint le Club Sol de América où il reste deux saisons puis renforce l'effectif du Club Sportivo Iteño en 2003. Il rejoint l'Équateur en 2004 et évolue à la Sociedad Deportiva Aucas, au Centro Deportivo Olmedo, puis la LDU Quito de 2006 à 2010, avec un intermède au Mexique au Club América de 2008 à 2009.
Il est sélectionné en équipe du Paraguay de football depuis 2007 et fait partie du groupe des vingt-trois sélectionnés pour la Coupe du monde de football de 2010.

## Palmarès
- Vainqueur du Championnat d'Équateur de football en 2007 avec la LDU Quito.
- Vainqueur de la Copa Libertadores 2008 avec la LDU de Quito.
- Vainqueur de la Recopa Sudamericana en 2009 avec la LDU de Quito.
- Vainqueur de la Copa Sudamericana 2009 avec la LDU de Quito.